# 任夔
任 夔（じん き）は、中国の後漢末期の武将。
建安23年（218年）、劉備軍の呉蘭配下として下弁に駐屯していたが、曹洪の軍勢に敗れ、斬殺された。

## 物語中の任夔
羅貫中の小説『三国志演義』でも、呉蘭配下の副将として登場。呉蘭の軍は偵察中に曹洪の軍と遭遇し、退却しようとしたが、任夔は「敵の軍勢はまだ到着したばかり。まずその鋭気を挫かなければ孟起殿（馬超）に合わせる顔がありません」と主張し、槍を構えて曹洪に戦いを挑む。しかしわずか三合打ち合っただけで、曹洪によって斬り落とされた。
吉川英治の小説『三国志』では任双（じんそう）、横山光輝の漫画『三国志』では任雙（じんそう）と表記される。